# Lanceoppia berlesei
Lanceoppia berlesei är en kvalsterart som beskrevs av Hammer 1968. Lanceoppia berlesei ingår i släktet Lanceoppia och familjen Oppiidae. Inga underarter finns listade i Catalogue of Life.